# Marie Kočendová
Marie Kočendová provdaná Hořejší (* 3. září 1946 Zlín) je bývalá československa sportovní plavkyně.

## Sportovní kariéra
Narodila se do sportovní rodiny, rodiče i bratr hráli aktivně tenis. Plavat prsa se učila postupně od 4 let během letních měsíců na plovárně.
V roce 1959 se přihlásila na nábor plaveckého oddílu TJ Gottwaldov k trenéru Josefu Liškovi. Známý vyhledávač mladých talentů Liška s ní začal pracovat na plavecké technicke kraul. Oceňoval u ní pracovitost, houževnatost a svědomitost v přípravě. Nechala si od něho poradit. První roky přípravy však váhala zdali se zaměřit na vytrvalost a 400 m/800 m trať nebo sprint na 100 m/200 m. Tato nerozhodnost v počátcích sportovní kariéry jí připravila o start na olympisjkých hrách v Tokiu, kam nesplnila nominační kritéria.
Od roku 1965 začala inklinovat k silové přípravě a na mistrovství republiky koncem července stáhla jako první žena v Československu čas na 100 m volný způsob pod 64 sekund (1:03,7 s).
Druhá polovina šedesátých let dvacátého století byla charakterická její rivalitou s talentovanou bratislavskou kraulerkou Oľgou Kozičovou. Jejich vzájemné souboje patřily k ozdobám plaveckých soutěží. V roce 1966 startovala na mistrovství Evropy v Utrechtu, kde na 100 m volný způsob časem na hranici osobního maxima nepostoupila do finálové osmičky. Doplňkově startovala i na 400 m volný způsob, kde zůstala daleko za postupem z rozplaveb.
V roce 1967 se stále nedokázala dostat na 100 m volný způsob pod 63 s. Na rozdíl od Kozičové, která se do olympijského roku 1968 vzládla čas pod 62 s a na dvojnásobné trati dokonce evropský rekord. Tato stagnace výkonnosti jí nakonec připravila o start na olympijských hrách v Mexiku.
Sportovní kariéru se rozhodla ukončit po letní sezóně 1969. Hlavním důvodem tohoto rozhodnutí byl odchod trenéra Lišky do Českých Budějovic. Vyučila se elektromoterkou a pracovala v Závodech přesného strojírenství v Gottwaldově. Ve volném čase se věnovala trenérské práci v domovském oddíle.